# Hermann-Knothe-Preis
Der Hermann-Knothe-Preis – Wissenschaftspreis der Oberlausitz wird seit 2006 von der Oberlausitzischen Gesellschaft der Wissenschaften e.V. ausgelobt und seit 2007 vergeben. Der Preis wurde nach Hermann Knothe (1821–1903) benannt, einem Landeshistoriker der Oberlausitz, der eine Vielzahl von Schriften zur Oberlausitzer Geschichte publizierte.
Die Stiftung des Preises wurde von dem Historiker Matthias Herrmann initiiert.

## Satzung
Der Preis ist mit 700 Euro dotiert und wird zu gleichen Teilen von den Städten des historischen Sechsstädtebundes der Oberlausitz Bautzen, Görlitz, Kamenz, Löbau, Zittau und Lauban/Lubań, sowie der heute ebenfalls polnischen Stadt Zgorzelec getragen. Mit dieser Auszeichnung werden herausragende Leistungen bei der Erforschung der oberlausitzischen Kultur und Geschichte gewürdigt. Der akademische Nachwuchs, insbesondere Studenten, Magister Artium (M.A.) und Doktoranden, ist aufgefordert, Arbeiten zu einem oberlausitzischen Thema einzureichen. Die Arbeiten können historische wie auch kunst- und kulturgeschichtliche Fragestellungen, bspw. aus den Bereichen Umwelt, Kulturlandschaft, Technik, Wirtschaft, Gesellschaft, Familie, Demografie, Alltag, Sachkultur oder Politik aufgreifen.
In jedem Jahr wird von der Oberlausitzischen Gesellschaft der Wissenschaften e. V. öffentlich ein Thema ausgeschrieben, zu dem wissenschaftliche Arbeiten eingereicht werden können. Die einzureichenden Arbeiten sollen „die wissenschaftliche Landesforschung in der Oberlausitz auf allen Gebieten mit ihren kulturellen Bezugsfeldern, der Geschichte der Wissenschaften und der geistigen Bewegungen zusammenführen und unterstützen“. Die Bürgermeister der sechs Städte werden über den Ablauf der Ausschreibung und die Entscheidung des Preiskomitees informiert. Zugleich werden sie zur Preisverleihung in Görlitz, die an die jährliche Frühjahrstagung der Gesellschaft im April gebunden ist, eingeladen.
Unter den preiswürdigen Schriften wählt ein Preiskomitee diejenige aus, deren Autor im Folgejahr zum Preisträger gekürt wird. Der Preis kann nach Juryentscheid auch geteilt werden. Die Preisverleihung erfolgt durch den Präsidenten der Gesellschaft auf der Frühjahrstagung, auf der der Preisträger einen Vortrag über seine Arbeit hält.
Die Annahme des Preises verpflichtet den Autor zur Erstpublikation der Arbeit oder deren Zusammenfassung im Neuen Lausitzischen Magazin NF.

## Preisträger
- 2006: Kai Wenzel: Das Reliefbild König Rudolfs II. am Bautzener Reichenturm: Rex sedet in medio
- 2007: keine preiswürdige Arbeit zum Thema „Der Landadel in der Oberlausitz im 19. Jahrhundert“
- 2008: keine preiswürdige Arbeit zum Thema „Die preußische und die sächsische Oberlausitz – traditionelle Bindungen einer Kulturlandschaft“
- 2009: keine Ausschreibung
- 2010: Markus Lammert: Die Teilung der Stadt Görlitz im Jahr 1945 und deren Folgen für ihre Bewohner.
- 2011: Martin Brützke: Zwischen Statuswahrung und Marginalisierung: Die Oberlausitzer Sechsstädte von der Krise des Böhmischen Ständeaufstandes bis zum Ende des Dreißigjährigen Krieges.
- 2012: Jan Bergmann: Ein wohltätiger Eigenbrötler – Konzept und Entstehungsgeschichte des Stifts Joachimstein im Kontext der Biographie des Stifters Joachim Siegismund von Ziegler und Klipphausen und seiner Stiftsstatuten.
- 2013: Thomas Hardtke: Die evangelische Kirchgemeinde in Zittau im Dritten Reich.
- 2014/15: Sven Brajer: Der wirtschaftliche Strukturwandel in der südlichen Oberlausitz im Textilgewerbe in der zweiten Hälfte des 19. Jahrhunderts am Beispiel der Firmen ‚Carl Gottlieb Hoffmann‘ aus Neugersdorf und ‚Hermann Wünsches Erben‘ aus Ebersbach/Sa.
- 2016: Lubina Mahling für ihre Arbeit über die Gründung von Waisenhäusern und Schulanstalten in der Ober- und Niederlausitz während des 18. Jahrhunderts
- 2017: Christoph Hanzig für eine Arbeit über die Krankenmorde an Kindern und Jugendlichen in der Landesanstalt Großschweidnitz
- 2018: Martin Christ: Das Jahrhundert der Reformation in einer böhmischen Kleinstadt: Lauban und seine lutherischen Prediger, ca. 1520–1620.
- 2022: Jan Michael Goldberg: Der lange Schatten des Prager Friedens. Konfession und Bevölkerungswachstum in der oberlausitzisch-böhmischen Grenzregion, 1600-1900
- 2023: Anne Christin Teuser: Studie zur Königsbrücker Heide[3]